# Персі Еґертон Герберт
Генерал-лейтенант сер Персі Егертон Герберт (15 квітня 1822 — 7 жовтня 1876) був британським армійським офіцером і консервативним політиком.

## Походження та освіта
Герберт народився в замку Повіс, поблизу Вельшпул, другим сином Едварда Герберта, 2-го графа Повіса, онука Роберта Клайва, 1-го барона Клайва. Його матір'ю була дружина Едварда леді Люсі Грем, третя дочка Джеймса Грема, 3-го герцога Монтроза. Він здобув освіту в Ітоні та Королівському військовому коледжі в Сандгерст.

## Військова та політична кар'єри
Герберт став прапорщиком 43-го (Монмутширського) легкого піхотного полку в січні 1840 року, служачи з ними у війні на Коса (1851–53), експедиції буррів Оранжевої річки та битві при Береа. Він отримав звання лейтенанта 7 вересня 1841 року, капітана 19 червня 1846 року, майора 27 травня та підполковника 28 травня 1853 року.
Герберт зайнявся політикою, коли в лютому 1854 року його без конкурсу обрали до парламенту від Ладлоу, де він обіймав це місце до своєї відставки у вересні 1860 року. Він продовжував служити в армії, будучи призначеним помічником генерал-квартирмейстера дивізії сера Де Лейсі Еванса у складі Східної армії. Він висадився в Криму на цій штабній посаді, отримавши серйозні поранення в битві при Альмі та облозі Севастополя, а також брав участь в битві при Інкермані. Він перейняв від сера Річарда Ейрі посаду генерал-квартирмейстера всього британського армійського корпусу з моменту повернення Ейрі до Англії до евакуації Криму. За свої заслуги в Кримській війні він був удостоєний звання ад'ютанта королеви Вікторії, компаньйона Ордена Лазні і полковника (як тимчасове-звання, 28 листопада 1854 року), а також отримав лицарські звання від турецького, сардинського та французького урядів.
19 лютого 1858 року Герберт став підполковником 82-го (Принца Уельського) піхотного полку, приєднавшись до цього полку в Канпурі 21 квітня 1858 року. Він командував лівим флангом полку в кампанії в Рохілкханді (бувши присутнім при захопленні Барейллі та Шахджаханпура), а потім Канпурським і Фатехпурським округами до весни 1859 року, а також був відправлений для переслідування Фіруза Шаха та загону повстанців на берегах річки Джамна в грудні 1858 року. У вересні 1860 року він залишив парламент, щоб стати заступником генерал-квартирмейстера в Кінній гвардії. Він знову увійшов до парламенту в квітні 1865 року як консервативний депутат від Південного Шропширу, де він обіймав це місце до лютого 1874 року. З 1865 по 1867 рік був помічником генерал-квартирмейстера в Олдершоті. У березні 1867 року він був приведений до присяги Таємної ради та призначений скарбником двору в консервативній адміністрації лорда Дербі, на якій посаді він залишався до грудня 1868 року, останнього року під керівництвом прем'єр-міністра Бенджаміна Дізраелі]. У січні 1868 року його було підвищено до генерал-майора, у 1869 році він став лицарем-командором Ордена Лазні, а згодом у вересні 1875 року отримав звання генерал-лейтенанта.

## Шлюб і діти
Герберт одружився з леді Мері Кароліною Луїзою Петті-Фіцморіс, єдиною дитиною Вільяма Петті-Фіцморіса, графа Керрі, 4 жовтня 1860 року. У них було четверо дітей:
- Генрі Герберт (28 червня 1861 — 8 серпня 1865).
- Джордж Чарльз Герберт, 4-й граф Повіс (1862—1952), одружився з почесною Вайолет Лейн-Фокс.
- Магдален Герберт (28 липня 1864 — 27 жовтня 1957).
- Маргарет Августа Герберт (пом. 7 липня 1952), одружилася з Томасом Річардом Чолмонделі (нар. 1856, пом. 7 лютого 1922).

Герберт помер у Стічі, Маркет Дрейтон, Шропшир, у жовтні 1876 року, у віці 54 років, і був похований у Моретон Сеї. Леді Мері Герберт пережила свого чоловіка на понад 50 років і померла у вересні 1927 року.